# Station Dolhain-Gileppe
Station Dolhain-Gileppe is een spoorwegstation langs spoorlijn 37 (Luik - Aken) bij de kern Dalhem (Frans: Dolhain) van de Luikse stad Limburg (Frans: Limbourg) aan de Vesder.
Omdat je van hieruit naar de Gileppestuwdam kon rijden, kreeg het station de toevoeging Gileppe.
Het stationsgebouw is een langgerekt, gelijkvloers gebouw met 13 rondbogige raam- of deuropeningen. Het werd omstreeks 1843 gebouwd, toen ook de spoorlijn werd aangelegd. Het gebouw is niet meer in gebruik.
De sporen van het station liggen in een boog. Tussen 2000 en 2011 werd een afsnijding van deze boog in de rotsen gebouwd. Sinds 11 december 2011 stoppen de treinen aan een nieuwe halte met dezelfde naam, gelegen op het terrein van de vroegere halte Dolhain-Vicinal. Deze halte is inmiddels veranderd naar de naam Dolhain-Gileppe

## Treindienst
| Serie      | Treinsoort          | Route | Bijzonderheden                                                         |
| ---------- | ------------------- | --- | ---------------------------------------------------------------------- |
| IC 12      | Intercity (NMBS)    | [ Oostende – Brugge – ] Kortrijk – Gent-Sint-Pieters – Brussel-Zuid – Luik-Guillemins – Dolhain-Gileppe – Welkenraedt | Rijdt alleen op werkdagen. Eerste en laatste ritten van/naar Oostende. |
| S 41 RE 29 | S-trein Luik (NMBS) | Luik-Sint-Lambertus – Luik-Guillemins – Angleur – Verviers-Centraal – Dolhain-Gileppe – Welkenraedt – Aachen Hbf      | euregioAIXpress In België als S                                        |

## Reizigerstellingen
De grafiek en tabel geven het gemiddeld aantal instappende reizigers weer op een week-, zater- en zondag.
| Tabel: aantal instappende reizigers station Dolhain-Gileppe | Tabel: aantal instappende reizigers station Dolhain-Gileppe | Tabel: aantal instappende reizigers station Dolhain-Gileppe | Tabel: aantal instappende reizigers station Dolhain-Gileppe |
|                                                             | Weekdag                                                     | Zaterdag                                                    | Zondag                                                      |
| ----------------------------------------------------------- | ----------------------------------------------------------- | ----------------------------------------------------------- | ----------------------------------------------------------- |
| 1977                                                        | 165                                                         | 58                                                          | 76                                                          |
| 1978                                                        | 187                                                         | 51                                                          | 61                                                          |
| 1979                                                        | 208                                                         | 58                                                          | 46                                                          |
| 1980                                                        | 173                                                         | 47                                                          | 31                                                          |
| 1981                                                        | 224                                                         | 74                                                          | 50                                                          |
| 1982                                                        | 196                                                         | 61                                                          | 39                                                          |
| 1983                                                        | 219                                                         | 50                                                          | 36                                                          |
| 1984                                                        | 127                                                         | 68                                                          | 42                                                          |
| 1985                                                        | 173                                                         | 52                                                          | 51                                                          |
| 1986                                                        | 141                                                         | 47                                                          | 57                                                          |
| 1987                                                        | 156                                                         | 56                                                          | 42                                                          |
| 1988                                                        | 190                                                         | 72                                                          | 74                                                          |
| 1989                                                        | 176                                                         | 52                                                          | 49                                                          |
| 1990                                                        | 214                                                         | 66                                                          | 58                                                          |
| 1991                                                        | 209                                                         | 66                                                          | 45                                                          |
| 1992                                                        | 165                                                         | 58                                                          | 66                                                          |
| 1993                                                        | 207                                                         | 54                                                          | 56                                                          |
| 1994                                                        | 199                                                         | 83                                                          | 67                                                          |
| 1995                                                        | 199                                                         | 135                                                         | 72                                                          |
| 1996                                                        | 187                                                         | 69                                                          | 53                                                          |
| 1997                                                        | 219                                                         | 63                                                          | 39                                                          |
| 1998                                                        | 221                                                         | 24                                                          | 38                                                          |
| 1999                                                        | 186                                                         | 22                                                          | 26                                                          |
| 2000                                                        | 240                                                         | 54                                                          | 35                                                          |
| 2001                                                        | 161                                                         | 22                                                          | 26                                                          |
| 2002                                                        | 175                                                         | 26                                                          | 33                                                          |
| 2003                                                        | 177                                                         | 38                                                          | 16                                                          |
| 2004                                                        | 171                                                         | 32                                                          | 43                                                          |
| 2005                                                        | 207                                                         | 50                                                          | 36                                                          |
| 2006                                                        | 203                                                         | 50                                                          | 30                                                          |
| 2007                                                        | 193                                                         | 43                                                          | 27                                                          |
| 2008                                                        | -                                                           | -                                                           | -                                                           |
| 2009                                                        | 217                                                         | 41                                                          | 31                                                          |
| 2010                                                        | -                                                           | -                                                           | -                                                           |
| 2011                                                        | -                                                           | -                                                           | -                                                           |
| 2012                                                        | 174                                                         | 41                                                          | 31                                                          |
| 2013                                                        | 285                                                         | 34                                                          | 111                                                         |
| 2014                                                        | 190                                                         | 55                                                          | 52                                                          |
| 2015                                                        | 199                                                         | 31                                                          | 29                                                          |
| 2016                                                        | 135                                                         | 51                                                          | 35                                                          |
| 2017                                                        | 132                                                         | 23                                                          | 21                                                          |
| 2018                                                        | 162                                                         | 33                                                          | 27                                                          |
| 2019                                                        | 122                                                         | 29                                                          | 19                                                          |
| 2020                                                        | 140                                                         | 22                                                          | 51                                                          |
| 2021                                                        | -                                                           | -                                                           | -                                                           |
| 2022                                                        | 126                                                         | 30                                                          | 35                                                          |
| 2023                                                        | 103                                                         | 33                                                          | 30                                                          |
| 2024                                                        | 88                                                          | 39                                                          | 24                                                          |

0,0: Luik-Guillemins ·
2,6: Angleur ·
4,1: Chênée ·
5,8: Henne-Chèvremont ·
11,0: Chaudfontaine ·
9,5: La Broucke ·
11,0: Trooz ·
13,8: Fraipont ·
15,3: Nessonvaux ·
17,8: Goffontaine ·
18,8: Cornesse ·
20,3: Pepinster ·
23,5: Ensival ·
25,5: Verviers-West ·
Verviers-Central ·
25,4: Verviers-Palais ·
27,1: Verviers-Oost ·
29,5: Nasproué ·
31,7: Dolhain-Gileppe ·
33:0: Dolhain-Vicinal ·
Welkenraedt-Ouest ·
37,7: Welkenraedt ·
39,5: Herbesthal ·
42,4: Astenet ·
45,9: Hergenrath ·
Aachen Hbf